# Rabat (prefektur)
Rabat (arabiska: عمالة الرباط, franska: Préfecture de Rabat) är en prefektur i Marocko.   Den ligger i regionen Rabat-Salé-Kénitra. Huvudstaden Rabat ligger i prefekturen. Antalet invånare är 620 996.